# X-Perience
X-Perience ist ein von Matthias Uhle (* 17. März 1973 in Bernburg), Claudia Uhle (* 15. März 1976 in Ost-Berlin) und Alexander Kaiser (* 7. April 1973 in Eisenach) ins Leben gerufenes Musikprojekt.

## Geschichte
Die erste gemeinsame Band der beiden Berliner Musiker Matthias Uhle und Alexander Kaiser, Metropolis, war recht erfolglos. Später reifte in den Köpfen der beiden Musiker eine Vision, wie ihr künftiges musikalisches Kostüm aussehen soll: Popmusik, verbunden mit einer Prise Ethno. Verwirklicht werden sollten diese Ideen aber erst im dritten Album der Band.
Zunächst trat Claudia Uhle, die jüngere Schwester von Matthias Uhle, X-Perience bei. Sie hatte eine klassische Gesangsausbildung und verdiente sich ihre ersten Meriten an der Staatsoper und bei Aufnahmen für Kirchenlieder und sollte nun für die Band singen, während ihr Bruder Matthias komponierte und Alexander Kaiser in erster Linie für die Songtexte sorgte. Durch diese Kombination entwickelte die Band ihren Stil: Popmusik mit starken Trance-Einflüssen und der markanten Stimme von Claudia Uhle.
1995 war das erste Lied des Trios bereit, veröffentlicht zu werden. Jedoch nahm zunächst kaum jemand Notiz von der Band. Wiederholt stellten sich die Band bei verschiedenen Radiostationen vor. Diese Beharrlichkeit hatte Erfolg, so dass schließlich Circles of Love im Radio gespielt wurde. Der Song wurde von Axel Henninger überarbeitet, der in den 1980er-Jahren bei Camouflage mitgewirkt hatte.
Nach dem Erfolg des Songs bei Radio Fritz wurde das Label WEA auf X-Perience aufmerksam und sicherte sich die Plattenrechte. Circles of Love wurde bundesweit veröffentlicht, schaffte es aber nur zu einem Kurzausflug in die hinteren Regionen der Verkaufscharts. Nach der im Sommer 1996 erfolgten Veröffentlichung der zweiten Single A Neverending Dream, welche Platz 4 in den deutschen Charts erreichte, stieg das Medieninteresse an der Band rapide an. Das erste Album, Magic Fields, konnte sich drei Monate lang in den Charts halten und wurde über 150.000-mal verkauft. Auch im europäischen Ausland war das Album ein Achtungserfolg. In Finnland konnte das Album 41.501 Einheiten absetzen, was Platin bedeutet. Das zweite Album Take Me Home wiederholte den Erfolg des Vorgängers. X-Perience hatten sich mit ihrem ganz eigenen Stilmix eine Nische im Musikmarkt sichern können.
Im Jahr 2000 wurde die Single Island of Dreams veröffentlicht, der erste Vorbote des dritten Albums Journey of Life. Das Stück wurde Titelsong der RTL-II-Serie Expedition Robinson. Mit dem dritten Album, Journey of Life, hatten X-Perience dann ihren ursprünglichen Plan, verstärkt Ethno-Einflüsse in die Songs einfließen zu lassen, in die Tat umgesetzt. So hatten die neuen Songs afrikanische und irische Einflüsse. Das Album konnte jedoch nicht mehr ganz an die Erfolge der vorherigen anknüpfen.
Anfang 2003 veröffentlichten X-Perience zu Promo-Zwecken die Single It’s a Sin (Cover des gleichnamigen Stücks der Pet Shop Boys). In diesem Jahr lief ebenfalls der Vertrag mit der Polydor aus, und X-Perience fanden 2006 mit Major Records eine neue Plattenfirma.
Seit 2004 arbeitet Claudia Uhle auch an dem Soloprojekt Angelzoom. Sie veröffentlichte unter diesem Namen bisher drei Singles und zwei Alben und arbeitete mit diversen Künstlern (u. a. Nik Page, Joachim Witt) zusammen.
Im Herbst 2006 kehrten X-Perience mit einem neuen Album zurück. U. a. konnten sie Midge Ure (Ultravox, Visage) für ein Duett auf Lost in Paradise gewinnen. Auf dem Album befinden sich außerdem drei Bonustracks – von José Alvarez-Brill geremixte neue Versionen von den drei ersten Singles. Mit der Veröffentlichung der dritten Single aus dem Album trennten sich 2007 die Wege zwischen Claudia Uhle und X-Perience. Sie wollte sich zukünftig mehr um ihr Soloprojekt Angelzoom kümmern.
2009 wurde Manja Kaletka (geb. Gückel), aktuell ebenfalls Sängerin bei der Mainzer Space-Pop Band X-O-Planet und frühere Sängerin der Band Jesus on Extasy, als neue Sängerin von X-Perience vorgestellt und ein neuer Titel Strong (Since You’re Gone) vorgestellt. Weitere neue Songs wurden auf der Facebook-Seite der Band präsentiert, ein Album allerdings nie veröffentlicht.
Ende 2019 kehrte Claudia Uhle als Sängerin des Projekts zurück. Nach der Teaser-Single Dream a Dream im April 2020 folgte am 15. Mai 2020 die erste offizielle Single seit 13 Jahren, I Feel Like You 555. Das fünfte Album wurde von Valicon produziert und erschien im August 2020. Am 4. August 2023 erschien das sechste Studio-Album „We Travel the World“.

## Diskografie

### Studioalben
| Jahr | Titel               | Höchstplatzierung, Gesamtwochen, AuszeichnungChartsChartplatzierungen (Jahr, Titel, Platzierungen, Wochen, Auszeichnungen, Anmerkungen) | Anmerkungen                             |
| Jahr | Titel               | DE | Anmerkungen                             |
| ---- | ------------------- | --- | --------------------------------------- |
| 1996 | Magic Fields        | DE22 (19 Wo.)DE | Erstveröffentlichung: 15. November 1996 |
| 1997 | Take Me Home        | DE22 (7 Wo.)DE | Erstveröffentlichung: 24. November 1997 |
| 2000 | Journey of Life     | DE41 (3 Wo.)DE | Erstveröffentlichung: 20. November 2000 |
| 2006 | Lost in Paradise    | DE76 (1 Wo.)DE | Erstveröffentlichung: 10. November 2006 |
| 2020 | 555                 | DE23 (1 Wo.)DE | Erstveröffentlichung: 21. August 2020   |
| 2023 | We Travel the World | DE16 (1 Wo.)DE | Erstveröffentlichung: 4. August 2023    |

### Singles
| Jahr | Titel Album                         | Höchstplatzierung, Gesamtwochen, AuszeichnungChartplatzierungen (Jahr, Titel, Album, Platzierungen, Wochen, Auszeichnungen, Anmerkungen) | Höchstplatzierung, Gesamtwochen, AuszeichnungChartplatzierungen (Jahr, Titel, Album, Platzierungen, Wochen, Auszeichnungen, Anmerkungen) | Anmerkungen                                 |
| Jahr | Titel Album                         | DE | CH | Anmerkungen                                 |
| ---- | ----------------------------------- | --- | --- | ------------------------------------------- |
| 1995 | Circles of Love Magic Fields        | DE72 (7 Wo.)DE | — | Erstveröffentlichung: 11. August 1995       |
| 1996 | A Neverending Dream Magic Fields    | DE4 Gold · (27 Wo.)DE | CH7 (10 Wo.)CH | Erstveröffentlichung: 12. Juli 1996         |
| 1997 | Magic Fields                        | DE34 (9 Wo.)DE | — | Erstveröffentlichung: 3. Februar 1997       |
| 1997 | I Don’t Care Take Me Home           | DE33 (10 Wo.)DE | — | Erstveröffentlichung: 22. September 1997    |
| 2000 | Island of Dreams Journey of Life    | DE44 (9 Wo.)DE | — | Erstveröffentlichung: 9. Oktober 2000       |
| 2006 | Return to Paradise Lost in Paradise | DE53 (7 Wo.)DE | — | Erstveröffentlichung: 2006                  |
| 2007 | Personal Heaven Lost in Paradise    | DE64 (2 Wo.)DE | — | Erstveröffentlichung: 2007; feat. Midge Ure |
| 2007 | I Feel Like You Lost in Paradise    | DE88 (1 Wo.)DE | — | Erstveröffentlichung: 31. August 2007       |

Weitere Singles
- 1996: Circles of Love (Remixes)
- 1996: A Neverending Dream (Remixes)
- 1997: Mirror
- 1997: I Don’t Care (Remixes)
- 1998: Game of Love
- 2001: Am I Right
- 2020: Dream a Dream
- 2020: I Feel Like You 555
- 2020: A Neverending Dream 555
- 2020: Don’t You Forget
- 2021: Never Look Back
- 2022: Cruisin Wild
- 2023: We Travel the World
- 2023: Say Thank You
- 2023: We Will Live Forever
- 2023: Come Come
- 2023: Dragonfly
- 2023: And when we're dancing
- 2024: I'll remember
- 2024: I'll remember - Remixes
- 2024: To France (als Daniel La Peur & X-Perience)

### Weitere Veröffentlichungen

#### Promo
- 1995: Circles of Love (auf 1000 Stück limitiert)
- 1996: Circles of Love (12″-Remix)
- 1996: A Neverending Dream (12″-Remix)
- 1997: Limited Edition-CD in X-Form (auf 1500 Stück limitiert)
- 1999: Journey of Life (12″-Remix)
- 1999: Journey of Life (CD)
- 2003: It’s a Sin (12″-Remix)
- 2003: It’s a Sin (CD)

#### Samplerbeiträge
- 1997: Stars for Children – Beautiful Day (wurde mit diversen Stars für einen guten Zweck neu eingesungen)
- 1997: Christmas Time (der Titel basiert auf der Melodie von Take Me Home und ist nur auf der CD Bravo Christmas Vol. 2 zu finden)
- 1999: Artists Together for Kosovo (Claudia singt eine Zeile)
- 1999: Rosebud Red – Songs of Goethe und Nietzsche (Track Blessed Longing basiert auf Goethes Gedicht Selige Sehnsucht)
- 2003: Werde Kinderstar – Du bist der Star (basiert auf dem Titel Fireworks, der sich auch mit auf dem Sampler befindet; nur für Promotionszwecke)
- 2003: Böllhoff – Joining Together (der Titel Million Miles wurde im Auftrag der Firma umgeschrieben und als Image-Song genutzt; nur für Promotionszwecke)
- 2004: Security and More (auf einer ähnlichen Melodie wie Let Me Show You basierender Song, der als Imagemelodie für AntiVir verwendet wurde; nur für Promotionszwecke)
- 2006: Elektrisch Vol. 1 (enthält einen Remix des X-Perience-Tracks Let Me Show You [N_Ville Remix])
- 2007: Elektrisch Vol. 2 (enthält einen Remix des X-Perience-Tracks Return to Paradise [The Promise Remix])

## Auszeichnungen für Musikverkäufe
| Platin-Schallplatte - Finnland - 1997: für das Album Magic Fields |

Anmerkung: Auszeichnungen in Ländern aus den Charttabellen bzw. Chartboxen sind in ebendiesen zu finden.
| Land/RegionAuszeichnungen für Musikverkäufe (Land/Region, Auszeichnungen, Verkäufe, Quellen) | Gold  | Platin  | Verkäufe | Quellen           |
| -------------------------------------------------------------------------------------------- | ----- | ------- | -------- | ----------------- |
| Deutschland (BVMI)                                                                           | Gold1 | —       | 250.000  | musikindustrie.de |
| Finnland (IFPI)                                                                              | —     | Platin1 | 41.501   | ifpi.fi           |
| Insgesamt                                                                                    | Gold1 | Platin1 |          |                   |

## Auszeichnungen
- 1998: RSH-Gold[3]

## Nebenprojekte der Bandmitglieder
- Angelzoom: Claudia Uhle
- Jesus on Extasy: Manja Kaletka (geb. Gückel)
- X-O-Planet: Manja Kaletka (geb. Gückel)